# Мадрас (провинција)
Провинција Мадрас (енгл. Madras Presidency, дословноː Мадраско председништво), бивши колонијални посед Британске источноиндијске компаније у југоисточној Индији, са престоницом у Мадрасу. После 1858. постала је провинција Британске Индије.

## Историја

### Енглеска колонија у Мадрасу
Мадрас се развио од малог рибарског села Мадраспатама или Ченапатанама на источној обали јужне Индије изградњом енглеске Тврђаве Светог Ђорђа (енгл. Fort Saint George) 1639. године, која је постала административни центар енглеске Источноиндијске компаније. У колонијалном рату Велике Британије, Шпаније и Француске, Мадрас је 1746. заузео с мора француски адмирал Бертран-Франсоа Ла Бурдоне. Миром у Ахену 1748. враћен је Великој Британији.

### Територијално ширење
Енглеска трговачка постаја у Мадрасу основана је 1640. године. Стање у Могулском царству под слабим Аурангзебовим (1658-1707) наследницима пружило је Британској источноиндијској компанији услове за стварање трговинских монопола и територијално ширење. Године 1715. Компанија је успела да од султана у Делхију добије ферман којим јој се даје слобода трговине на целој територији Могулског царства. До средине 18. века британска политика у Индији сводила се на борбу за обезбеђење слободне трговине индијском робом, али је тада прерасла у борбу за стварање колонијалних поседа. Британци су номинално признавали падишаха у Делхију као једину легалну власт у Индији, али су у пракси имали пуну слободу деловања. Тако су власти Источноиндијске компаније средином 18. века почеле да формирају своју приватну војску, Бенгалску, Мадраску и Бомбајску армију, састављене од индијских најамника (сепоја) под командом британских официра, наоружаних, опремљених и обучених на европски начин. Године 1754. у Индију су први пут стигле и британске краљевске трупе. Уз њихову помоћ, приватна војска Компаније је 1757. битком код Плесија потчинила кнежевину Бенгал, а битком код Бексара 1764. осигурана је британска власт над Бихаром и Орисом. До 1784. снаге све три армије нарасле су на 13 пукова совара и 64 пука сепоја, уз 3 европска пешадијски пука. Под таквим војним притиском врховну власт Компаније признали су карнатски наваб (1787) и низам од Хајдерабада (1790). Последњи озбиљни непријатељи Компаније били су мајсорски султани на југу и Маратско царство на северу, који су савладани у англо-мисорским ратовима (1767-1799) и маратским ратовима (1798-1818).

### Председништва Индије
Тако је већ 1818. читава Индија изузев Панџаба била под директном или индиректном влашћу Компаније. Освојене области организоване су у три провинције или председништва (Бомбај, Мадрас и Бенгал), уз које је Компанија контролисала још око 600 вазалних кнежевина које су плаћале годишњи данак.